# Хесус Хіль Мансано
Хесус Хіль Мансано (ісп. Jesús Gil Manzano; нар. 4 лютого 1984, Дон-Беніто) — іспанський футбольний арбітр. З 2012 року обслуговує матчі Ла-Ліги, з 2014 — арбітр ФІФА.

## Кар'єра
Розпочав свою кар'єру судді в сезоні 2001/02. З сезону 2006/07 Хесус судив матчі Сегунди Дивізіон Б, а з 2009 Дивізіону Сегунда. Матчі Ла Ліги судить з 2012.
25 жовтня 2014 судив матч Ель Класіко між мадридськими «Реалом» та каталонською «Барселоною» (3–1).
З 1 січня 2014 арбітр ФІФА з того моменту судить матчі Юнацького чемпіонату Європи з футболу (U-19) та Ліги Європи УЄФА. З 2016 обслуговує матчі Ліги чемпіонів УЄФА.
14 серпня 2016 відсудив перший матч Суперкубка Іспанії між Севільєю та «Барселоною» (0–2).
У червні 2017 обслуговував матчі молодіжного чемпіонату Європи.
12 травня 2018 був одним із асистентів головного арбітра Давіда Фернандеса Борбалана в фінальному матчі Кубка Греції між АЕКом та ПАОКом.
23 вересня 2018 року після гри між «Барселоною» та «Жироною», яка закінчилася з рахунком 2–2, Ліонель Мессі відмовився потиснути йому руку після матчу.
У травні-червні 2019 обслуговував матчі молодіжного чемпіонату світу в Польщі.
21 квітня 2021 року обраний головним арбітром для обслуговування матчів Кубка Америки.

## Матчі національних збірних
| Дата              | Місце проведення          | Збірні                          | Рахунок | Турнір               | ЖК | YK · YK · RK | RK |
| ----------------- | ------------------------- | ------------------------------- | ------- | -------------------- | -- | ------------ | -- |
| 18 листопада 2014 | Марсель, Франція          | Франція — Швеція                | 1 — 0   | Товариський матч     | 1  | 0            | 0  |
| 28 березня 2016   | Марбелья, Іспанія         | Фарерські острови — Ліхтенштейн | 3 — 2   | Товариський матч     | 5  | 0            | 0  |
| 11 жовтня 2016    | Вільнюс, Литва            | Литва — Мальта                  | 2 — 0   | Кваліфікація ЧС 2018 | 4  | 1            | 1  |
| 24 березня 2017   | Анталья, Туреччина        | Туреччина — Фінляндія           | 2 — 0   | Кваліфікація ЧС 2018 | 6  | 0            | 0  |
| 9 червня 2017     | Москва, Росія             | Росія — Чилі                    | 1 — 1   | Товариський матч     | 3  | 0            | 0  |
| 6 жовтня 2017     | Тбілісі, Грузія           | Грузія — Уельс                  | 0 — 1   | Кваліфікація ЧС 2018 | 1  | 0            | 0  |
| 23 березня 2018   | Амстердам, Нідерланди     | Нідерланди — Англія             | 0 — 1   | Товариський матч     | 0  | 0            | 0  |
| 10 вересня 2018   | Сульна, Швеція            | Швеція — Туреччина              | 2 — 3   | Ліга націй 2018/19   | 0  | 0            | 0  |
| 15 листопада 2018 | Лондон, Англія            | Англія — США                    | 3 — 0   | Товариський матч     | 0  | 0            | 0  |
| 24 березня 2019   | Амстердам, Нідерланди     | Нідерланди — Німеччина          | 2 — 3   | Кваліфікація ЧЄ 2020 | 1  | 0            | 0  |
| 7 вересня 2019    | Сен-Дені, Франція         | Франція — Албанія               | 4 — 1   | Кваліфікація ЧЄ 2020 | 2  | 0            | 0  |
| 15 жовтня 2019    | Турку, Фінляндія          | Фінляндія — Вірменія            | 3 — 0   | Кваліфікація ЧЄ 2020 | 3  | 0            | 0  |
| 17 листопада 2019 | Люксембург, Люксембург    | Люксембург — Португалія         | 0 — 2   | Кваліфікація ЧЄ 2020 | 3  | 0            | 0  |
| 14 жовтня 2020    | Лондон, Англія            | Англія — Данія                  | 0 — 1   | Ліга націй 2020/21   | 5  | 1            | 1  |
| 18 листопада 2020 | Кардіфф, Уельс            | Уельс — Фінляндія               | 3 — 1   | Ліга націй 2020/21   | 1  | 0            | 1  |
| 18 червня 2021    | Куяба, Бразилія           | Чилі — Болівія                  | 1 — 0   | Кубок Америки 2021   | 3  | 0            | 0  |
| 23 червня 2021    | Гоянія, Бразилія          | Еквадор — Перу                  | 2 — 2   | Кубок Америки 2021   | 2  | 0            | 0  |
| 4 липня 2021      | Бразиліа, Бразилія        | Уругвай — Колумбія              | 0 — 0   | Кубок Америки 2021   | 1  | 0            | 0  |
| 4 вересня 2021    | Ейндговен, Нідерланди     | Нідерланди — Чорногорія         | 4 — 0   | Кваліфікація ЧС 2022 | 5  | 0            | 0  |
| 9 жовтня 2021     | Гельсінкі, Фінляндія      | Фінляндія — Україна             | 1 — 2   | Кваліфікація ЧС 2022 | 1  | 0            | 0  |
| 11 листопада 2021 | Дублін, Ірландія          | Ірландія — Португалія           | 0 — 0   | Кваліфікація ЧС 2022 | 5  | 1            | 0  |
| 25 березня2022    | Андорра-ла-Велья, Андорра | Андорра — Сент-Кіттс і Невіс    | 1 — 0   | Товариський матч     | 2  | 0            | 0  |
| 5 червня 2022     | Белград, Сербія           | Сербія — Словенія               | 4 — 1   | Ліга націй 2022/23   | 2  | 0            | 0  |
| 23 вересня 2022   | Мілан, Італія             | Італія — Англія                 | 1 — 0   | Ліга націй 2022/23   | 3  | 0            | 0  |
| 27 вересня 2022   | Севілья, Іспанія          | Парагвай — Марокко              | 0 — 0   | Товариський матч     | 2  | 0            | 0  |